# 시진 (래퍼)
시진 또는 엔썬(N-Son, 본명 박시진, 1981년 10월 17일~ )은 대한민국의 힙합 래퍼이다. I.F.의 시초라 할 수 있는 그룹 기계치의 멤버로 데뷔, Infinite Flow의 초창기까지 함께하였다가 탈퇴하였고, 이후 IC Entertainment의 멤버가 되어 첫 솔로 앨범을 냈다. 한때 V.I.P., 소야앤썬 등의 그룹 활동을 하였으나, 한때 브랜뉴 뮤직 소속이였으나 현재는 무소속이다.

## 바이오그래피
N-Son이 힙합 음악에 관심을 가지게 된 것은 그가 고등학교 1학년 때 자퇴를 한 이후이다. 이때 넋업사니와 Bizniz를 만난 그는 차츰 힙합에 빠져들었고, 그 둘과 두 명의 다른 멤버와 함께 팀 기계치를 결성, 클럽 마스터플랜을 통해 1999년 데뷔를 한다 (기계치는 오디션은 5인조로 보았으나 활동은 4인조로 하였다). 이때 당시 그의 활동 이름은 본명인 '시진'이었다. 기계치는 2001년 유미가 탈퇴한 후 Infinite Flow로 재정비되었는데, Infinite Flow의 데뷔곡이었던 무한류 Style까지 그는 함께하고 음악적 스타일의 차이를 이유로 Infinite Flow를 탈퇴하였다. Infinite Flow가 탄생하면서 그는 9th Kill이라는 이름을 새로 짓게 되었다.
이후 그는 독자적으로 Black Comz라는 소규모 크루를 결성하여 활동하였으며, 어둡고 무게 있으면서 철학적인 가사로 자신의 스타일을 확립한다. 이러한 스타일은 2002년 발표된 곡 아침의 노래와 Spear Head (각각 Born Kim과 넋업사니와 함께 한 트랙)를 통해 힙합 매니아들에게 확실히 각인되었다. 이후 Trespass의 첫 앨범 수록곡이었던 인상펴 의 피쳐링을 마지막으로 그는 자신의 솔로 앨범에 매진하였다. 이 과정에서 Rhymer를 만난 그는 IC Entertainment와 계약을 맺고, 몇 달의 작업 끝에 현진영과 함께한 It's Alright을 타이틀곡으로 2004년 10월 솔로 데뷔를 하였다.
솔로 앨범을 발표하면서 그의 스타일은 이전과 달리 매우 오버그라운드 경향을 짙게 보여줬으며, 이 이유에 대해서 그는, 자신이 듣던 음악이 달라진 것도 있고, 생활은 평범한데 가사를 그렇게 철학적으로 쓸 필요가 없는 것 같다고 밝혔다. 솔로 활동을 개시한 후에는 힙합플레이야 라디오 방송 Real Talk의 DJ를 맡아보기도 했다.
이후 IC Entertainment가 바뀌어서 만들어진 Brand New Production의 소속으로 정규 1집을 준비하던 그는, 2007년 1월 Take, 비, Side-B 등의 앨범에 참여해온 작곡가 J-Trax와 함께 V.I.P.를 결성했음을 밝히고, V.I.P.의 앨범을 준비 중이라는 소식을 전하였다. 이 앨범은 끝내 나오지 않았고, 2009년 4월 스나이퍼 사운드 힙합 컴필레이션의 수록곡 Cold Society에 "시진"이란 이름으로 참여하여 모습을 보였다. 이 당시 일견에서는 그가 음악을 그만두었다는 말도 나오고 있으나 확실한 것은 알려지지 않았다.
2010년 4월에는 주석 5집에 참여했다는 것이 알려져 팬들의 환영을 받았으며, 그 달 101 Entertainment 소속으로 소야앤썬 (Soya N Sun)이라는 혼성 듀오를 조직하여 디지털 앨범을 발표하였다. 소야앤썬으로써의 활동을 마친 후 N-Son은 다시 공백기를 가졌다가, 2012년 4월 브랜뉴 뮤직에 합류함으로써 다시 한 번 솔로로, 라이머와 의기투합해 활동하게 되었다. 이와 함께 그는 자신의 활동명을 본명인 시진으로 고쳐, 기계치 시절 이후 처음으로 시진이라는 타이틀로 활동하게 되었다. 이후 그가 처음 발표한 싱글은 《가여운 내 사랑》이었으며, 이후 2013년 7월까지 두 장의 디지털 싱글을 더 발표하였다. 8월에는 "컨트롤 대란"의 트렌드를 타고 "팬들을 디스하는 곡"이라는 컨셉 하에 〈덤벼〉를 온라인으로 발표하였다.
대표곡: 〈아침의 노래〉, It's Alright, 〈가여운 내 사랑〉, 〈36인치〉, 〈흐리고 비〉

## 디스코그래피
- 2004년 10월 11일 EP Time 2 Shine
- 2012년 4월 19일 디지털 싱글 가여운 내 사랑
- 2012년 12월 26일 디지털 싱글 36인치
- 2013년 7월 4일 디지털 싱글 흐리고 비

### 합작
- 2014년 2월 21일 시진 & As One - 그저 눈물만 : 디지털 싱글

## 이름
- 시진은 그의 본명으로 처음 "기계치"로 활동할 당시에 잠시 사용하였다. 이후 2009년 One Nation 앨범에 참여하였을 때 이 이름으로 참여하였고, 2012년에 들어와 브랜뉴 뮤직 소속으로 컴백하면서 활동명으로 사용 중이다.
- 9th Kill은 그가 본명 대신에 예명으로 사용한 첫 이름이다. 이름을 지은 이유는 단지 숫자 9와 단어 kill이 어감이 좋아 붙인 것이라고 한다.
- N-Son은 Trespass 1집에 참여했을 때 처음으로 공개된 그의 두 번째 예명이다. 역시 이름을 지은 이유는 N과 Son이 어감이 좋아 붙인 것이라고 한다. 하지만 방송 등에서는 "new son", 즉 새로운 존재라는 의미를 가졌다고 말하고 있다.
- 일일은 그의 별명으로 단 한 번 김창렬의 앨범에 참여했을 때 그가 예명으로 사용하였다. 일일은 그의 머리에 판 라인이 11과 비슷한 모양이라고 해서 붙여진 별명이며, 그가 김창렬 앨범에서 이 이름을 사용한 것은, 자신의 랩이 너무 부족하게 느껴져 이름을 밝히기 민망했기 때문이라고 한다.